# Fjord Line
Fjord Line er et norsk færgeselskab som sejler, med passager og fragt imellem Norge & Danmark, under dansk flag.

## Historie
Fjord Line blev grundlagt i 1993 med købet af det nybyggede skib M/S Bergen. I 1998 købte selskabet færgen MS Jupiter og ruten imellem Bergen og Newcastle fra Color Line. I 2003 indsatte selskabet det større skib MS Fjord Norway som skulle bruges til ruten imellem Norge og Danmark og færgen MS Bergen blev chartret ud til DFDS som flagede den om på dansk flag.
Efter intense konkurrence om ruterne imellem Norge – Danmark i 2005 begyndte Fjord Line at strømline deres transaktioner. I 2005 tilbagekaldte man chartren af MS Bergen, beholdte den på dansk flag og omdøbte den til M/S Atlantic Traveller og i 2006 solgte man både færgen MS Fjord Norway og Norge – England ruterne til DFDS. MS Jupiter blev lagt op til salg.
Den 1. januar 2008 fusionerede Fjord Line med hurtigfærge operatøren Master Ferries og senere på året blev færgen M/S Atlantic Traveller omdøbt til M/S Bergensfjord. Det blev også årene hvor Fjord Line skiftede dansk ankomsthavn, fra Hanstholm til Hirtshals.
I 2013/2014 er der blevet leveret 2 nye skibe som sejler på ruten Hirtshals - Stavanger - Bergen og Hirtshals - Langesund. De to nye færger hedder MS Stavangerfjord og MS Bergensfjord. Den gamle MS Bergensfjord blev i starten af 2014 bygget om på det finske værft, STX, i Rauma og i sommeren 2014 indsat på Fjord Lines helt nye rute mellem Sandefjord og Strømstad. Den gamle MS Bergensfjord skiftede desuden navn til MS Oslofjord.

## Fjord Lines ruter
- Hirtshals-Kristiansand-Stavanger-Bergen
- Hirtshals - Stavanger - Bergen
- Hirtshals - Kristiansand

### Nedlagte ruter
- Hanstholm - Egersund - Haugesund - Bergen
- Hanstholm - Kristiansand
- Newcastle - Stavanger - Bergen
- Hirtshals - Langesund
- Sandefjord - Strömstad

## Konflikter med Color Line
Siden Fjord Line blev etableret har rederiet haft mange konflikter med Norges største færgeoperatør Color Line.
I 2005 fik Color Line sat MS Prinsesse Ragnhild ind på ruten Bergen-Stavanger-Hirtshals. Fjord Line kunne ikke konkurrerer imod MS Prinsesse Ragnhild og Fjord Line var nødsaget til at sælge MS Fjord Norway, MS Jupiter og Englandsruten til danske DFDS Seaways, for at kunne beholde deres danmarksrute. Color Line valgte dog i slutningen af 2007 at nedlægge ruten og sælge færgen.
I 2009 valgte Kristiansand Havn at udelukke Fjord Line, med argumenterne at "man skal drive helårs rute for at sejle fra Kristiansand" og "når Color Line har investeret over 1 milliard på en ny færge kan man ikke bare dolke dem i ryggen" Fjord Line vandt sagen mod Kristiansand Havn og sejler igen med hurtigfærgen, rederiet valgte dog at droppe indsættelsen af MS Stavangerfjord/Bergensfjord pga. de dårlige erfaringer med havnen.
Sommeren 2014 indsatte Fjord Line en færge på ruten Sandefjord-Strömstad, en rute hvor Color Line har haft monopol siden deres opstart. På det tidspunkt hvor Fjord Line meldte deres opstart ændrede Color Line deres afgangstider så det blev næsten umuligt at få afgangstider. Fjord Line var utilfredse med deres tildelte afgangstider. Derfor lavede de en retssag imod Color Line og Sandefjord Kommune. Retssagen imod Color Line og Sandefjord Kommune blev dog annulleret da parterne indgik et forlig, hvilket betød at Fjord Line fik bedre afgangstider.

## Fjord Lines færger

### Skibe i drift
- MS Bergensfjord
- MS Stavangerfjord
- MS Oslofjord (tidl. Bergensfjord/ Atlantic Traveller/ Bergen)
- HSC Fjord FSTR

### Tidligere skibe
- MS Lygra
- MS Jupiter
- MS Fjord Norway
- MS Fjord Norway
- HSC Fjord Cat (en)